# Marjiwka (Krywyj Rih, Dewladowe)
Marjiwka (ukrainisch Мар'ївка; russisch Марьевка Marjewka) ist ein Dorf in der ukrainischen Oblast Dnipropetrowsk mit etwa 860 Einwohnern (1. April 2013).
Das Dorf liegt am rechten Ufer der Saksahan im Norden des Rajon Krywyj Rih zwischen dem Makorty-Stausee und Ordo-Wassyliwka.
Durch den Ort führt die Regionalstraße P–74, die das Dorf mit dem nördlich gelegenen Pjatychatky und dem südlich gelegenen ehemaligen Rajonzentrum Sofijiwka verbindet.
Am 12. Juni 2020 wurde das Dorf ein Teil der neugegründeten Landgemeinde Dewladowe, bis dahin war es ein Teil der Landratsgemeinde Ordo-Wassyliwka im Norden des Rajons Sofijiwka.
Am 17. Juli 2020 kam es im Zuge einer großen Rajonsreform zum Anschluss des Rajonsgebietes an den Rajon Krywyj Rih.